# Flygmotor

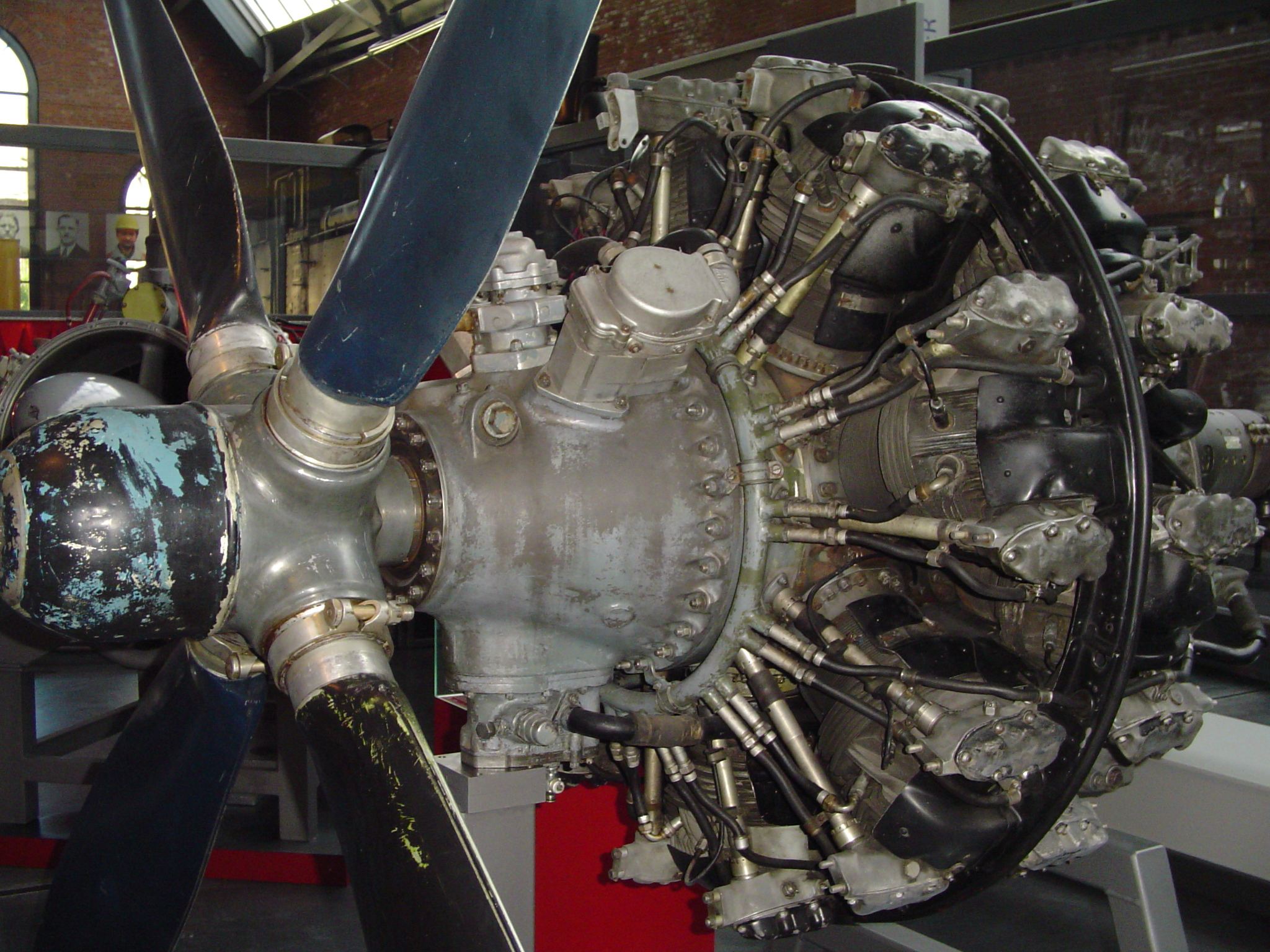
Stjärnmotor från 1957.

En flygmotor är en motor, som är konstruerad för flygplan. De flesta flygmotorer är antingen kolvmotorer eller gasturbiner, även om några har varit raketdrivna och under de senaste åren har många små drönare använt elmotorer.

## Motorernas position
På flermotoriga flygplan är motorpositionerna numrerade från vänster till höger från pilotens synvinkel framåt, så till exempel på ett fyrmotorigt flygplan som Boeing 747 är motor nr 1 på vänster sida, längst bort från flygkroppen, medan motor nr 3 är på höger sida närmast flygkroppen.
När det gäller tvåmotoriga English Electric Lightnings, som har två jetmotorer monterade över varandra, är motor nr 1 den nedre motorn och motor nr 2 sitter ovanför.

## Hybrid med turbofläktmotor och kolvmotor
Vid ILA Berlin Air Show i april 2018 presenterade det Münchenbaserade forskningsinstitutet Bauhaus Luftfahrt en högeffektiv kompositcykelmotor för 2050, som kombinerade en växelförsedd turbofläktmotor med en kolvmotor. Den 16-bladiga fläkten med en diameter på 2,87 meter ger ett 33,7 ultrahögt förbikopplingsförhållande, driven av en utväxlad lågtryckturbin, men högtryckskompressordrivningen kommer från en kolvmotor med två kolvbankar utan högtrycksturbin ökar effektiviteten med icke-stationär isokor-isobar förbränning för högre topptryck och temperaturer. Motorn på 11 200 pund skulle kunna driva en 50-sitsig regionaljet.

## Flygmotortillverkare i urval
- Volvo Aero
- BMW
- Rolls-Royce plc
- Isotta Fraschini
- Coventry-Victor
- Lycoming
- Teledyne Continental
- Pratt & Whitney
- Rotax
- Gnome et Rhône
- Göbler-Hirthmotoren
- Hirth Motoren
- Blackburne